# Alaksandr Kulczy
Alaksandr Kulczy (biał. Аляксандр Кульчы, Alaksandr Kulčyj, ros. Александр Николаевич Кульчий, Aleksandr Nikołajewicz Kulczij; ur. 1 listopada 1973 w Homlu) – białoruski piłkarz, grający na pozycji pomocnika, były reprezentant Białorusi, trener piłkarski.
Jego atrybuty fizyczne to 181 cm i 74 kg. W reprezentacji Białorusi wystąpił 100 razy. Tym samym, pod względem ilości rozegranych spotkań znajduje się na pierwszym miejscu wśród reprezentantów Białorusi. Obecnie występuje w rosyjskim zespole FK Rostów. Wcześniej występował w białoruskich zespołach FK Homel, Fandok Bobrujsk i MPKC-96 Mozyrz oraz rosyjskich klubach Dinamo Moskwa, Szynnik Jarosław i Tom Tomsk.